# Bahnhof Frauenfeld

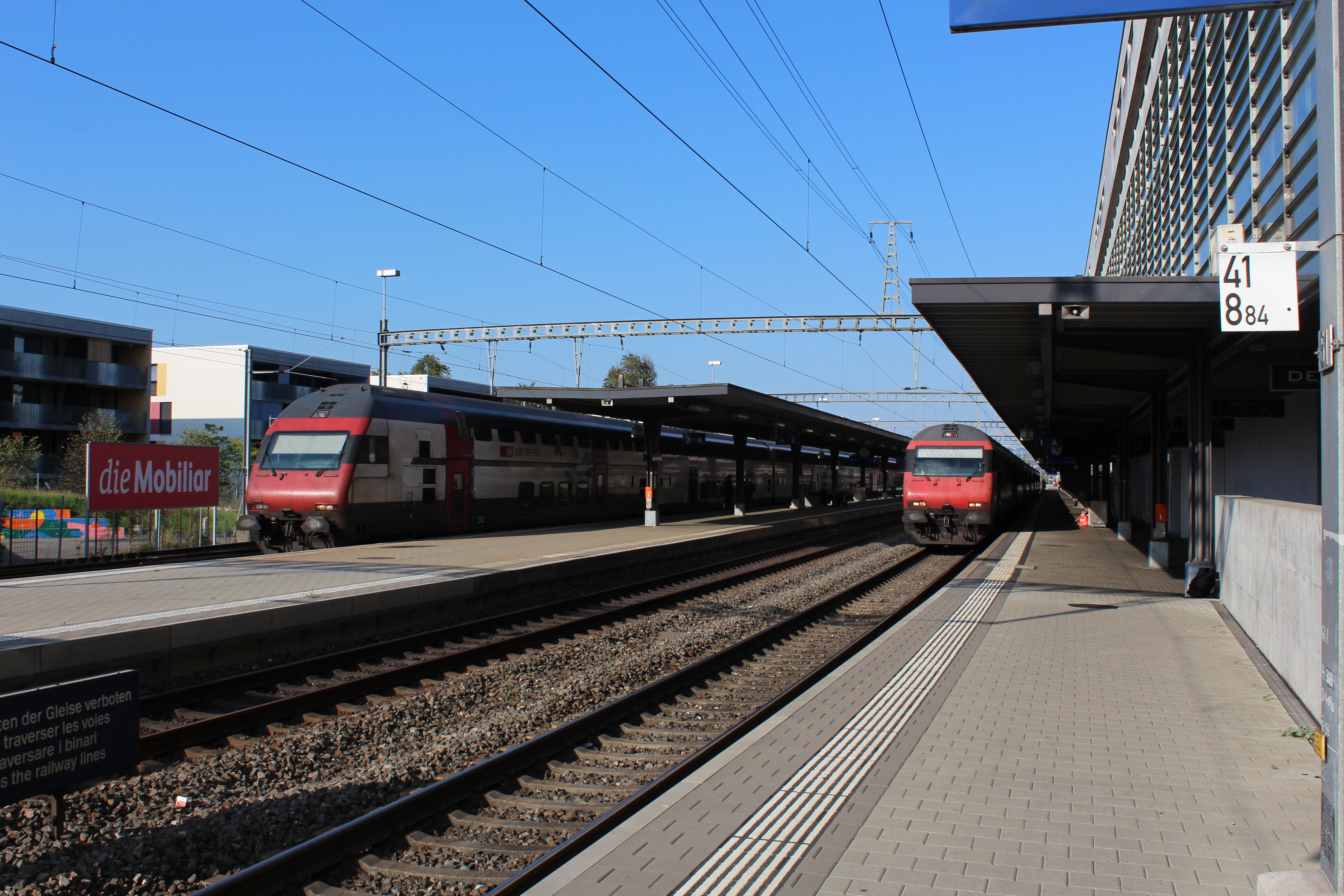
SBB-Gleise, rechts Gleis 1 (2023)

Der Bahnhof Frauenfeld ist der Bahnhof der Thurgauer Kantonshauptstadt Frauenfeld. Er wird von Fern- und Regionalzügen der SBB und deren Tochtergesellschaft Thurbo sowie der Frauenfeld-Wil-Bahn (FW) bedient und gehört zum Liniennetz der S-Bahn Zürich und der S-Bahn St. Gallen.

## Geschichte

Bahnhofgebäude (1963)

Der Bahnhof wurde 1853 als einer von 13 Bahnhöfen der geplanten Bodenseebahn von Romanshorn nach Oerlikon festgelegt. Nach zweijähriger Planungs- und Bauzeit wurde er eröffnet, als die erste Etappe der Bodenseebahn von Romanshorn nach Winterthur in Betrieb genommen wurde. Architekt des Bahnhofsgebäudes war Jakob Friedrich Wanner, der sich auch für die Bauten der Bahnhöfe Zürich HB, Winterthur oder Weinfelden verantwortlich zeigte.
2009 gewann Frauenfeld für das Konzept Bahnhof 2000, das die Trennung von Individual- und Öffentlichem Verkehr beinhaltete, die Auszeichnung FLUX. In diesem Projekt wurde der Bahnhofplatz zum Verkehrsknoten erkoren und der Individualverkehr in den ersten unterirdischen Kreisel Europas verlegt, um das rasche Umsteigen zu ermöglichen. Der neue, 420 Meter lange Mittelbahnsteig wurde mit dem zweitlängsten Perrondach der Schweiz überspannt.
2008 wurde im Bahnhof, wie auch in denjenigen von Thun, Liestal, Rüti ZH oder Yverdon-les-Bains, der Pilotversuch der SBB begonnen, Bahnhofpaten zur Betreuung der Reisenden einzusetzen.

## Anlage

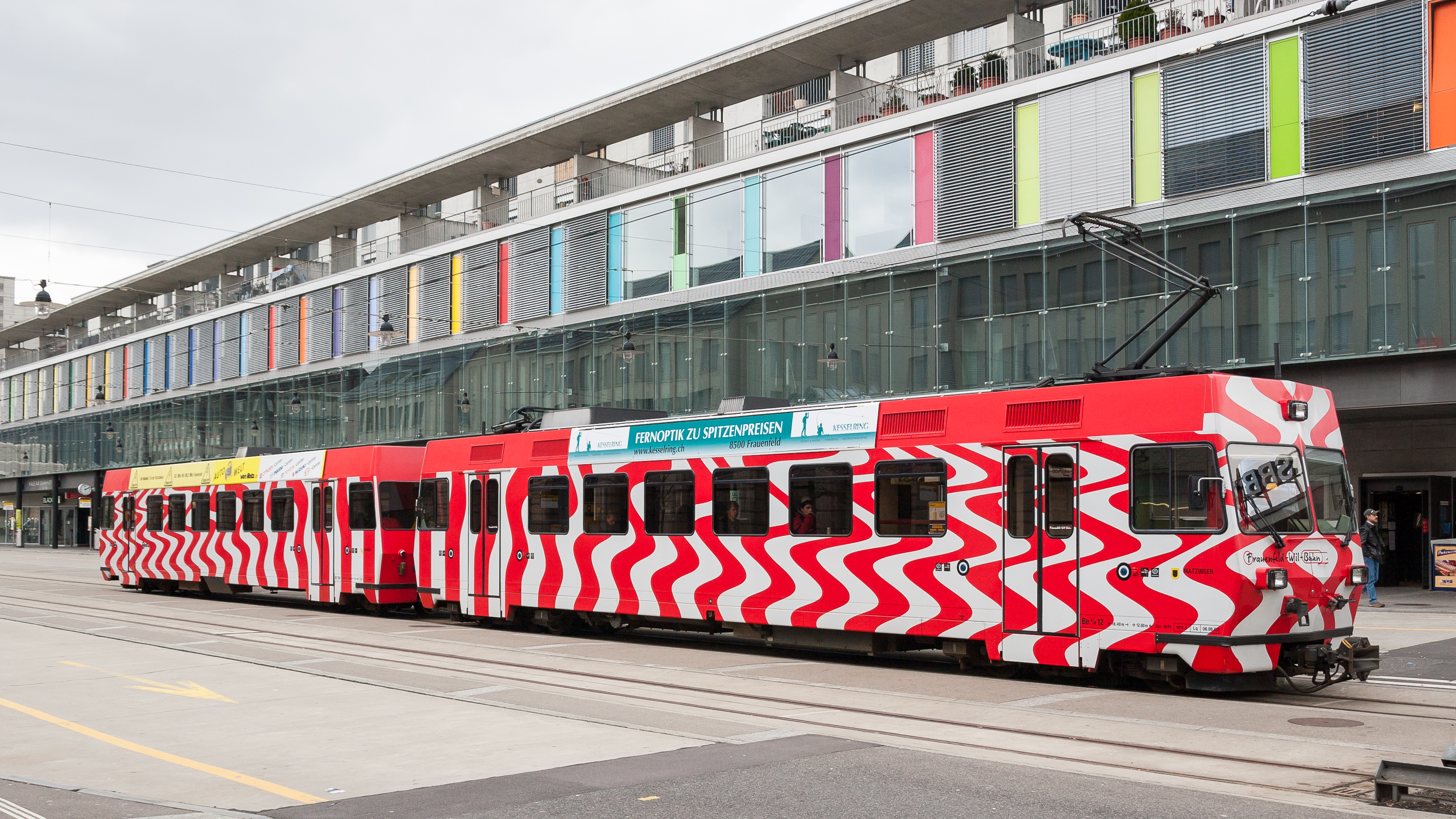
Frauenfeld-Wil-Bahn (2009)

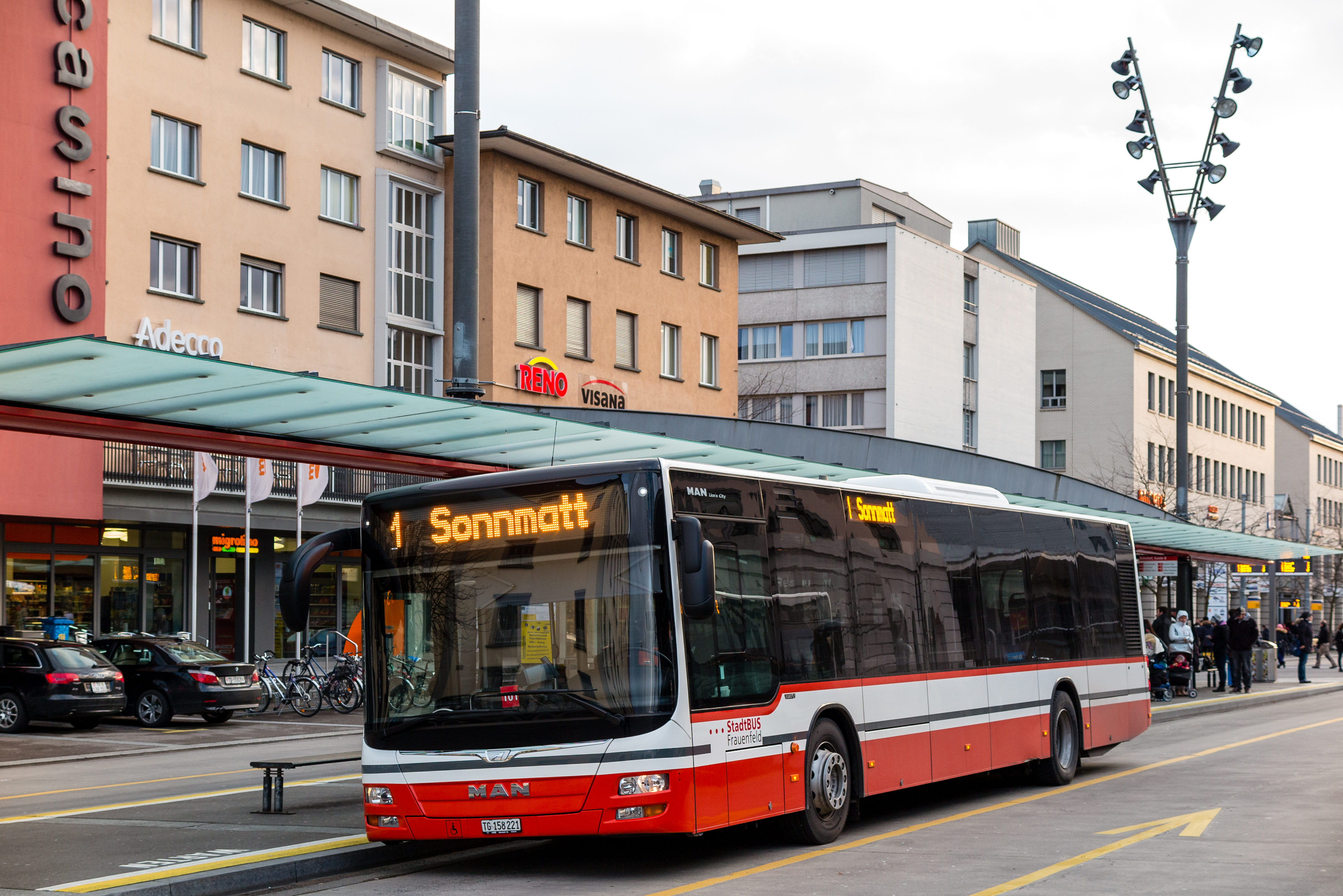
MAN Lion’s City von Stadtbus Frauenfeld (2016)

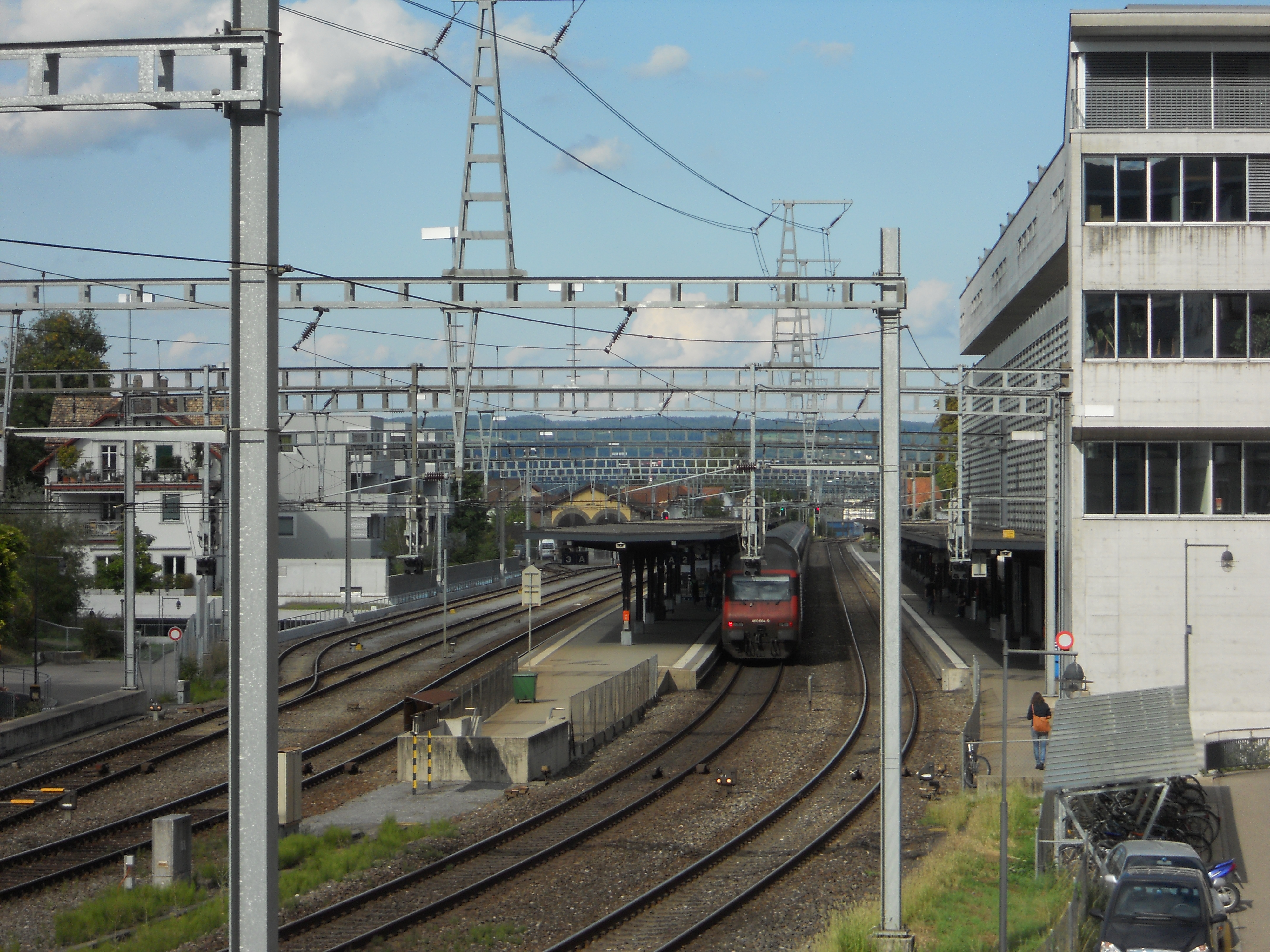
SBB-Gleise (2013)

Der Bahnhof ist in zwei Teile gegliedert, den SBB-Bahnhof und den Bahnhofplatz samt der FW-Haltestelle.
Der SBB-Teil umfasst fünf Gleise, wovon drei an einen Bahnsteig angeschlossen sind, und zwei weitere als Durchgangs- oder Abstellgleise für den Rangier- und Güterverkehr dienen. Der Personenverkehr wird generell auf den Gleisen 1 und 2 abgewickelt.
- Gleis 1: Züge Richtung Winterthur Zürich
- Gleis 2: Züge Richtung Weinfelden
- Gleis 3: Für Entlastungs- und Ersatzzüge (Openair Frauenfeld), sowie Rangierverkehr
- Gleise 4 und 5: Rangier- und Güterverkehr
- Gleise 11 und 12: Frauenfeld-Wil-Bahn nach Wil

Das Gleis 1 befindet sich am Seitenbahnsteig mit dem Empfangsgebäude, die Gleise 2 und 3 bilden einen Mittelbahnsteig.
Das ehemalige Lokomotivdepot beherbergt heute eine Niederlassung des zur Infrastruktur-Division gehörenden Baudienstes.
Die beiden Gleise 11 und 12 befinden sich auf dem Bahnhofplatz. Sie besitzen keine Perrondächer, seit 2013 besitzt das eine Gleis jedoch einen Perron.

## Verkehr

### Fernverkehr
- 8 Brig – Bern – Zürich HB – Romanshorn   BZ FS RZ
- 81 Interlaken Ost – Bern – Zürich HB – Romanshorn   BZ FS RZ
- 75 Luzern – Zürich HB – Konstanz  BZ RZ

### Regionalverkehr
S-Bahn Zürich
- S 24 Thayngen – Schaffhausen/Weinfelden – Winterthur – Zürich Flughafen – Zürich HB – Thalwil – Horgen Oberdorf – Zug
- S 30 Winterthur – Frauenfeld – Weinfelden
- SN30 Winterthur – Frauenfeld – Weinfelden – Romanshorn  (Nachtnetz)

S-Bahn St. Gallen
- S15 Frauenfeld – Matzingen – Wil

### Busverkehr
Am Bahnhof Frauenfeld treffen sich diverse Postautolinien. Ausserdem gibt es einen Stadtbus, dessen Linien 801, 802 und 803 sich im Viertelstundentakt und die übrigen Linien sich im Halbstundentakt am Bahnhof treffen. Die Linien 811 – 815 verkehren abends von Montag bis Freitag ab 20:20 Uhr und samstags ab 18:50 Uhr sowie am Sonntag den ganzen Tag.
Stadtbus
| Linie | Strecke                                                |
| ----- | ------------------------------------------------------ |
| 801   | Sonnmatt – Bahnhof – Kantonsspital – Bühl              |
| 802   | (Egelsee –) Sandbüel – Bahnhof – Flurhof               |
| 803   | Oberwiesen – Bahnhof – Plättli Zoo                     |
| 804   | Bahnhof – Huben                                        |
| 805   | Walzmühle – Bahnhof – (Langfeldkreisel) – Im Alexander |
|       |                                                        |
| 811   | Bahnhof – Kantonsspital                                |
| 812   | Bahnhof – Sandbüel                                     |
| 813   | Bahnhof – Flurhof – Plättli Zoo                        |
| 814   | Bahnhof – Huben – Kantonsspital                        |
| 815   | Bahnhof – Oberwiesen – Sonnmatt                        |

### Nachttaxi
Von Montag bis Samstag ab 22:20 Uhr und am Sonntag ab 20:50 Uhr verkehren anstelle der Stadtbusse sogenannte Nachttaxis. Mit einem Zuschlag von 3.- CHF zum normalen Ticket bedienen sie alle Haltestellen in Frauenfeld individuell. Was als Pilotprojekt begann, ist heute fixer Bestandteil des Stadtbusses Frauenfeld in Kooperation mit einem lokalen Taxidienst und hat einen Kostendeckungsgrad von nahezu 60 %.

## Dienstleistungen

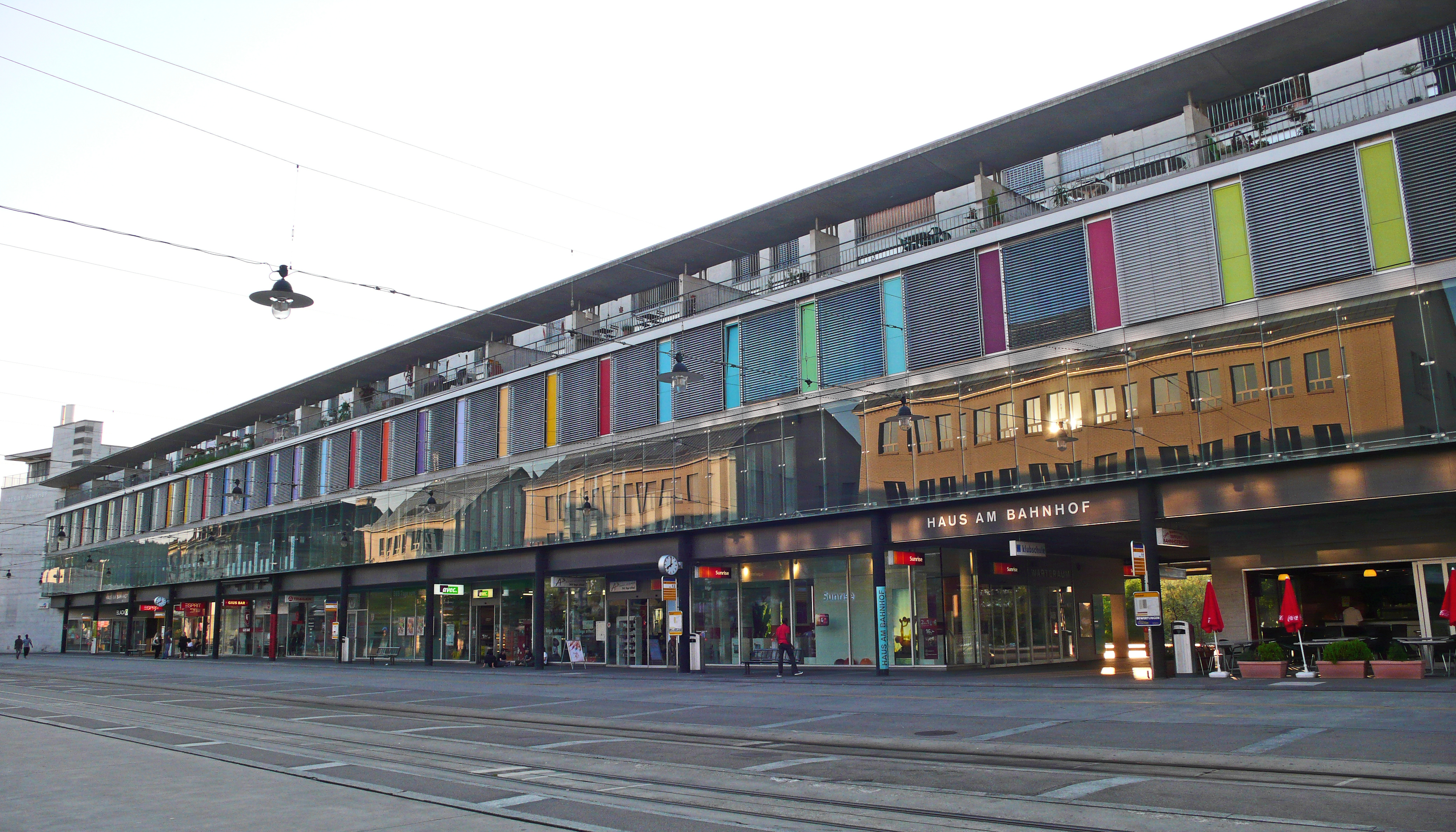
Haus am Bahnhof (2012)

Das Bahnhofsgebäude umfasst diverse Ladenräume, die von Ketten wie Depot oder Avec gemietet wurden. Des Weiteren befindet sich im Bahnhof ein SBB-Reisezentrum.

## Ausbau und Modernisierung
Der Seerückentunnel ist ein im Konzept „Bodan-Rail 2020“ erwähnter Tunnel, der von Frauenfeld nach Kreuzlingen führen würde. Zusammen mit dem Überlingerseetunnel und einer Neubaustrecke nach Ravensburg würde die Fahrt zwischen Zürich und Ulm erheblich verkürzt.